# Тімберлейк (Огайо)
Тімберлейк (англ. Timberlake) — селище (англ. village) в США, в окрузі Лейк штату Огайо. Населення — 629 осіб (2020).

## Географія
Тімберлейк розташований за координатами 41°39′56″ пн. ш. 81°26′34″ зх. д. / 41.66556° пн. ш. 81.44278° зх. д. (41.665522, -81.442798).  За даними Бюро перепису населення США в 2010 році селище мало площу 0,55 км², уся площа — суходіл.

## Демографія
Згідно з переписом 2010 року, у селищі мешкало 675 осіб у 295 домогосподарствах у складі 206 родин. Густота населення становила 1235 осіб/км².  Було 307 помешкань (562/км²).
Расовий склад населення:
| - 96,3 % — білих - 0,6 % — корінних американців - 0,6 % — чорних або афроамериканців - 0,6 % — азіатів - 1,2 % — осіб інших рас |

До двох чи більше рас належало 0,7 %. Частка іспаномовних становила 2,4 % від усіх жителів.
За віковим діапазоном населення розподілялося таким чином: 18,2 % — особи молодші 18 років, 59,4 % — особи у віці 18—64 років, 22,4 % — особи у віці 65 років та старші. Медіана віку мешканця становила 49,6 року. На 100 осіб жіночої статі у селищі припадало 96,8 чоловіків;  на 100 жінок у віці від 18 років та старших — 93,7 чоловіків також старших 18 років.
Середній дохід на одне домашнє господарство  становив 65 760 доларів США (медіана — 62 969), а середній дохід на одну сім'ю — 77 373 долари (медіана — 71 513). Медіана доходів становила 43 250 доларів для чоловіків та 47 500 доларів для жінок. За межею бідності перебувало 9,1 % осіб, у тому числі 23,6 % дітей у віці до 18 років та 6,4 % осіб у віці 65 років та старших.
Цивільне працевлаштоване населення становило 347 осіб. Основні галузі зайнятості: освіта, охорона здоров'я та соціальна допомога — 21,9 %, виробництво — 11,5 %, фінанси, страхування та нерухомість — 11,2 %.